# Šen-čou 5
Šen-čou 5 (čínsky pchin-jinem Shénzhōu wǔhào, znaky zjednodušené 神舟五号, tradiční 神舟五號; česky Božská loď 5) byla prvním pilotovaným letem Číny. Uskutečnil se v roce 2003 a Čína se stala 3. zemí (po SSSR a USA), která dokázala do vesmíru vyslat vlastními silami člověka. Návratový modul přistál v oblasti Vnitřního Mongolska (ne severovýchodě Číny) ve stejném místě jako předchozí bezpilotní lety programu.

## Posádka
Hlavní:
- Jang Li-wej (1)

V závorce je uvedený dosavadní počet letů do vesmíru včetně této mise.
Záložní:
- Čaj Č’-kang (0)

Druhá záložní:
- Nie Chaj-šeng (0)

## Průběh letu
Nosná raketa Dlouhý pochod 2F s kosmickou lodí Šen-čou 5 a Jang Li-wejem na palubě odstartovala z kosmodromu Ťiou-čchüan v provincii Kan-su 15. října 2003 v 1:00 UTC (9:00 pekingského času).

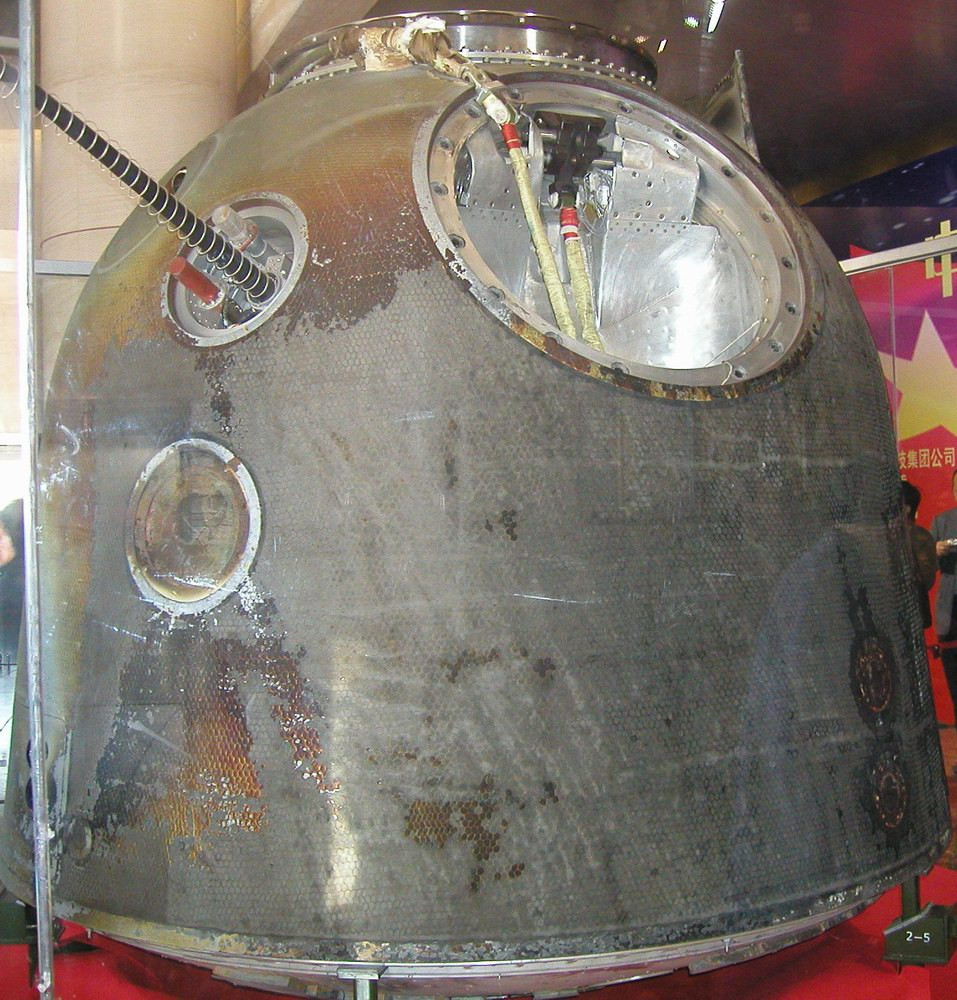
Návratový modul lodi Šen-čou 5 v muzeu

Start, kterému byl osobně přítomen čínský prezident Chu Ťin-tchao, byl předem oznámen, avšak z obavy před případným selháním nebyl vysílán televizí v přímém přenosu. Let proběhl zcela bez závad. Během deseti minut byla loď Šen-čou navedena na oběžnou dráhu, vyklopily se její sluneční baterie. Kolem 3:08 UTC kosmonaut poobědval, poté si odpočinul. V 07:54 UT zážeh korekčního motoru loď převedl na prakticky kruhovou oběžnou dráhu. Poté Jang Li-wej promluvil s ministrem obrany a v televizním přenosu pozdravil obyvatele celého světa, kolegy kosmonauty z Expedice 7 na Mezinárodní vesmírné stanici, občany Číny včetně Hongkongu a Macaa, obyvatele Tchaj-wanu i Číňany v zahraničí. Pohovořil také s manželkou a synem.
Po 14 obězích Země ve výšce 331 až 338 km návratový modul 16. října ve 22:23 UTC úspěšně přistál v plánované oblasti ve stepích Vnitřního Mongolska 4,8 km od plánovaného místa. Let trval 21 hodin a 23 minut.

## Zajímavosti
Jang Li-Wej dodatečně ve své autobiografii napsal i o své stravě během letu, že její součástí byly ryby, kuřecí a psí maso. Informace pobouřila některé ochránce zvířat.